# ストーンピーク・インフラストラクチャー・パートナーズ
ストーンピーク・インフラストラクチャー・パートナーズ (Stonepeak Infrastructure Partners) は、北米を中心にグローバルに展開する世界屈指のインフラファンドであり、ブラックストーングループの幹部によって2011年に設立された。
2023年時点で約600億ドル(約9兆円)の受託資産 があり、これは日本の大手総合商社に匹敵する事業規模となっている。また2023年には約200億ドル(約3兆円)での5号ファンドの募集を計画していることが報道されており、合計した受託資産は800億ドル(約12兆円)を超える規模に達する見込みとなっている。
同社の本社はニューヨークにあり、その他にテキサスや香港に地域拠点を持っている。
発電事業、交通事業、通信事業など、需要が安定しており社会にとって不可欠な社会基盤に対して、公的年金や保険会社等の機関投資家の資金を使った投資活動を行っている。社会インフラに対して長期的にコミットしながら、オペレーション改善を通じた事業価値を向上するところに強みを有している。また数十社に及ぶ事業投資先を既に抱えている複合事業体となっており、こうした事業投資先間の事業シナジーの追及を行うことで、事業価値向上を目指す戦略を取っている。主要な投資先には以下のような会社が含まれる。
- Madison Energy(再生可能エネルギー)、NorthStar Renewable Power(再生可能エネルギー)、Swancor Renewable(再生可能エネルギー)
- Canal Generating(発電)、Golar Power(LNG)、Venture Global LNG(LNG)
- Cologix(データセンター)、Digital Edge(データセンター)、eunetworks(光ファイバー)、vertical bridge(通信インフラ)、
- Lineage Logistics(冷凍物流)、Carlsbad Desalination(海水淡水化)